# 1832年の相撲
1832年の相撲（1832ねんのすもう）は、1832年の相撲関係のできごとについて述べる。

## できごと
この年の江戸相撲は、前年の11月場所が越年興行となったため、春場所を取りやめた。

## 興行
- 6月場所（大坂相撲）[1]
  - 興行場所:難波新地
  - 晴天10日間興行
- 7月場所（京都相撲）[1]
  - 興行場所:四条河原
  - 8月11日（旧7月16日）より晴天10日間興行
- 11月場所（江戸相撲）[2]
  - 興行場所:本所回向院
  - 11月22日（旧11月1日）より晴天10日間興行